# Palpares infimus
Palpares infimus är en insektsart som först beskrevs av Walker 1853.  Palpares infimus ingår i släktet Palpares och familjen myrlejonsländor. Inga underarter finns listade i Catalogue of Life.